# (17764) Schatzman
(17764) Schatzman est un astéroïde de la ceinture principale nommé en hommage à l'astrophysicien Evry Schatzman.

## Description
(17764) Schatzman est un astéroïde de la ceinture principale. Il fut découvert le 2 mars 1998 à Caussols par le projet ODAS. Il présente une orbite caractérisée par un demi-grand axe de 2,60 UA, une excentricité de 0,23 et une inclinaison de 5,1° par rapport à l'écliptique.

## Compléments